# Бурген (Маєн-Кобленц)
Бурген (нім. Burgen) — громада в Німеччині, розташована в землі Рейнланд-Пфальц. Входить до складу району Маєн-Кобленц. Складова частина об'єднання громад Райн-Мозель.
Площа — 11,27 км2. Населення становить 751 ос. (станом на 31 грудня 2020).

## Галерея

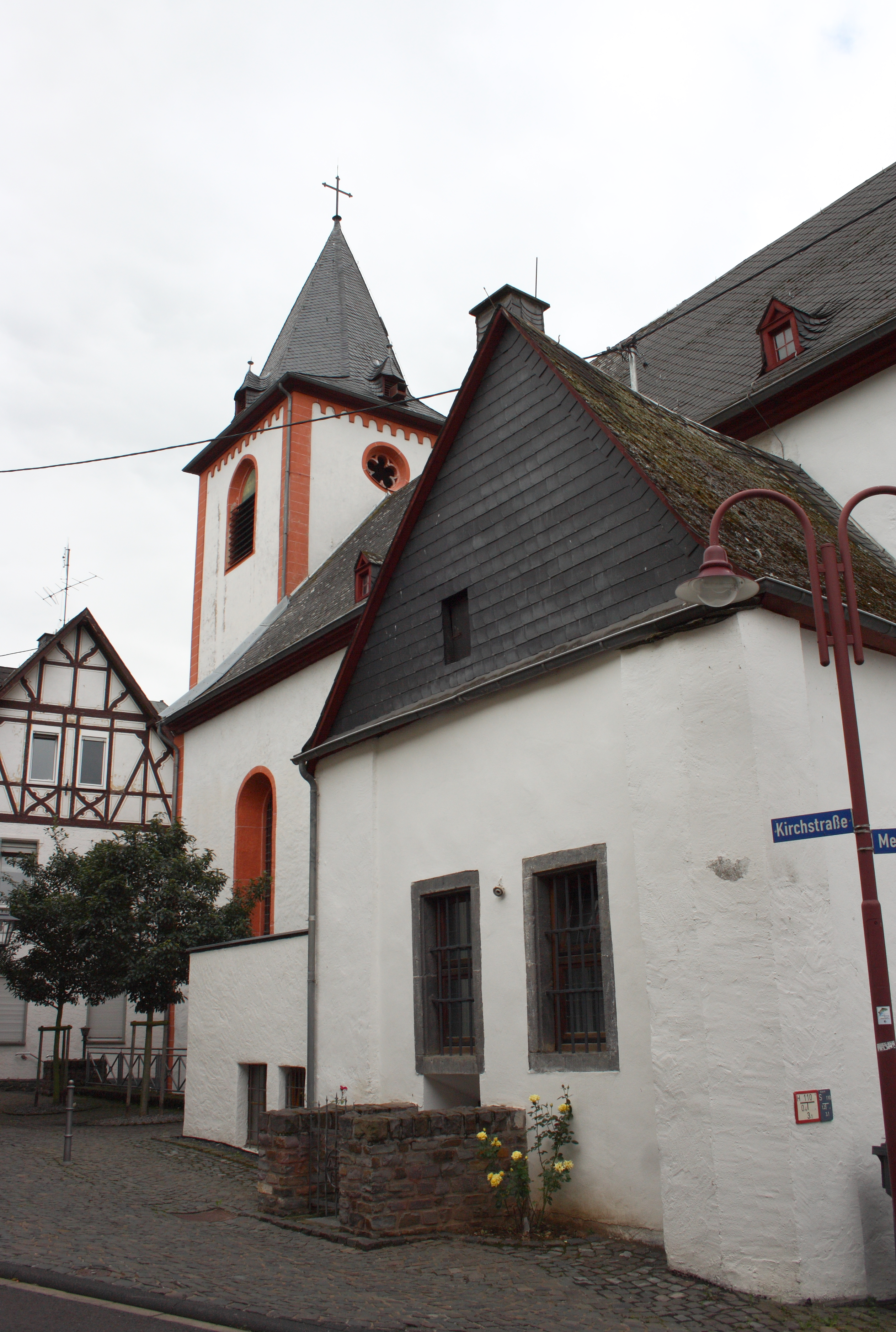